# Беллини, Якопо
Я́копо Белли́ни, Белли́ни Старший, или Старый (итал. Jacopo Bellini, Bellini Vecchio, ок. 1400, Венеция — ок. 1470, Венеция) — итальянский живописец венецианской школы периода кватроченто (раннего итальянского Возрождения). Работал в стиле интернациональной готики. Основоположник художественной семьи. Живописцами были его сыновья: Джентиле и Джованни Беллини, а также дочь Никколоза, вышедшая замуж за Андреа Мантенью, известного падуанского живописца.

## Биография
Якопо Беллини родился в простой семье жестянщика или оловянного мастера Николетто Беллини и его жены Франческины. Вероятно, был учеником и помощником вместе с другими учениками: Джованни и Антонио Мурано в мастерской Джентиле да Фабриано, переехавшего в Венецию из Умбрии.
В 1411—1412 годах был в Фолиньо, где по проекту Джентиле да Фабриано расписывал вместе с другими учениками Палаццо Тринчи. Эти росписи частично сохранились. В 1422 году Якопо Беллини последовал за своим учителем во Флоренцию, где мог познакомиться с творчеством молодых флорентийских художников: Филиппо Брунеллески, Донателло, Мазаччо, Лоренцо Гиберти. В 1424 году Якопо упоминается в документах Венеции, где он открыл собственную мастерскую, в которую после 1450 года вошли его сыновья Джентиле и Джованни.
Не ясно сопровождал ли Якопо своего учителя в 1426 году в Рим; но известно, что к 1429 году он поселился в Венеции и женился на девушке из Пезаро по имени Анна (фамилия неизвестна). Он родила своему мужу двух сыновей, Джентиле и Джованни (хотя некоторые свидетельства, скорее, указывают на то, что Джованни был сыном от другой матери) и дочь Никколозу. В 1436 году Якопо Беллини был в Вероне, где писал фреску «Распятие» для капеллы Св. Николая в городском Соборе (разрушенном в 1750 году; изображение фрески сохранилось в гравюре).
Документы периода с 1437 по 1465 год показывают, что Якопо Беллини был членом Скуолы святого Иоанна Богослова в Венеции, для которого написал серию из восемнадцати сюжетов из жизни Девы Марии. Позже, в 1440 году, он отправился в Феррару, где царил дух свободной культуры и гуманизма, наиболее соответствующий его вкусам. Вместе с Леоном Баттистой Альберти находился на службе у герцога Лионелло д'Эсте. Здесь он создал портрет герцога (выиграв это право в соревновании с Пизанелло, а также написал образ Мадонны Смирения (Madonna dell’Umiltà), которой поклонялся принц из рода Эстензе. Примерно в эти годы Якопо и его семья, судя по всему, проживали или, по крайней мере, часто посещали Падую, где, как сообщается, художник выполнил произведения, ныне утраченные, в том числе алтарный образ, написанный в 1459—1460 годах с помощью сыновей для капеллы Гаттамелата в Базилике дель Санто.
Вернувшись в Венецию, Якопо Беллини между 1435 и 1440 годами, благодаря влиянию творчества Мазолино да Паникале и Антонио Виварини, сформировал новый живописный стиль. Это изменение можно увидеть в «Мадонне с Младенцем» в Пинакотеке Брера, датированной 1448 годом, где парапет и раскрытая книга изображены в перспективе, а монументальность фигур подчёркивается их обобщённым силуэтом; тот же стиль узнаваем в «Мадонне с Младенцем» (в галерее Уффици,1450) и «Мадонне с Младенцем» в галерее Академии Тадини в Ловере (Ломбардия).
Якопо Беллини также известен в истории искусства тем, что одним из первых сделал рисунок отдельным самостоятельным видом изобразительного искусства. Ранее рисунки служили главным образом в качестве предварительных эскизов живописных или скульптурных произведений. Два альбома рисунков Якопо Беллини остаются одними из важнейших примеров. Первый (между 1430 и 1450) находится в Лувре в Париже, а второй (1450—1460) — в Британском музее в Лондоне.
Эти рисунки особенно важны не только высоким качеством, но и своим положением на границе между мирами поздней готики и эпохи Возрождения. Перспективная конструкция, заимствованная у флорентийцев, используется в рисунках Беллини для придания связности отдельным сценам и фигурам, то есть имеет композиционное значение.
В целом искусство Беллини Старшего доказывает, что он был достойным продолжателем новых тенденций в итальянском искусстве первой половины XV века после умбрийца Джентиле да Фабриано и веронца Пизанелло, осуществляя эти тенденции в искусстве Венеции и области Венето. Как истинный венецианец он стал также одним из зачинателей типично венецианского профильного портрета.

## Галерея

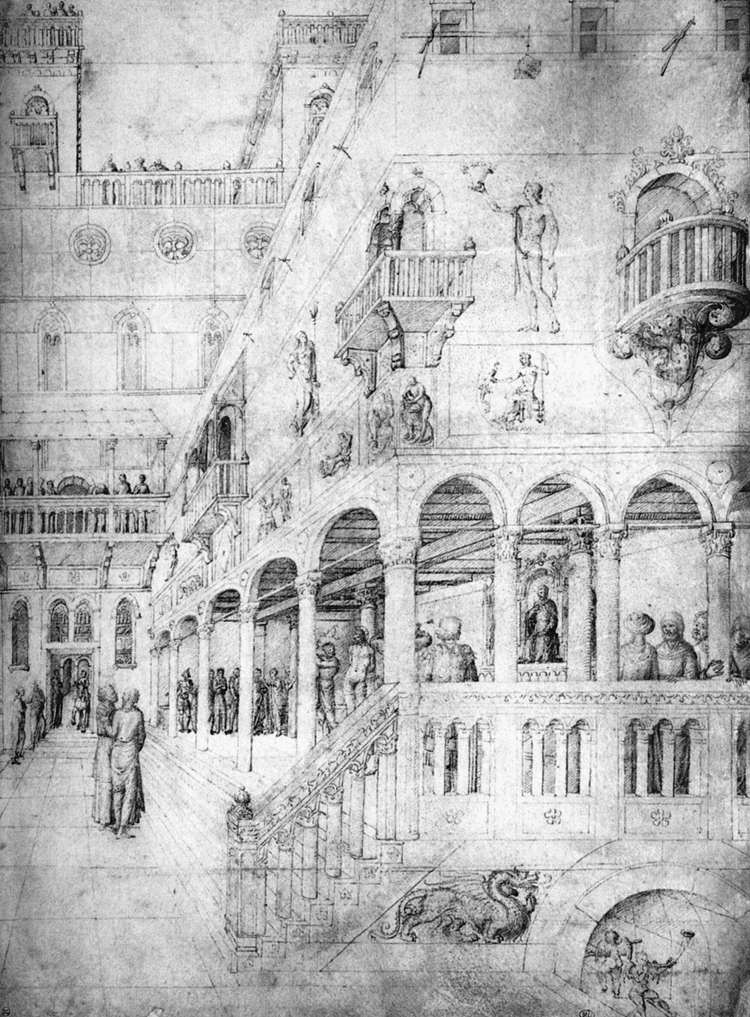
Бичевание Христа. Ок. 1450. Пергамент, перо, тушь. Лувр, Париж
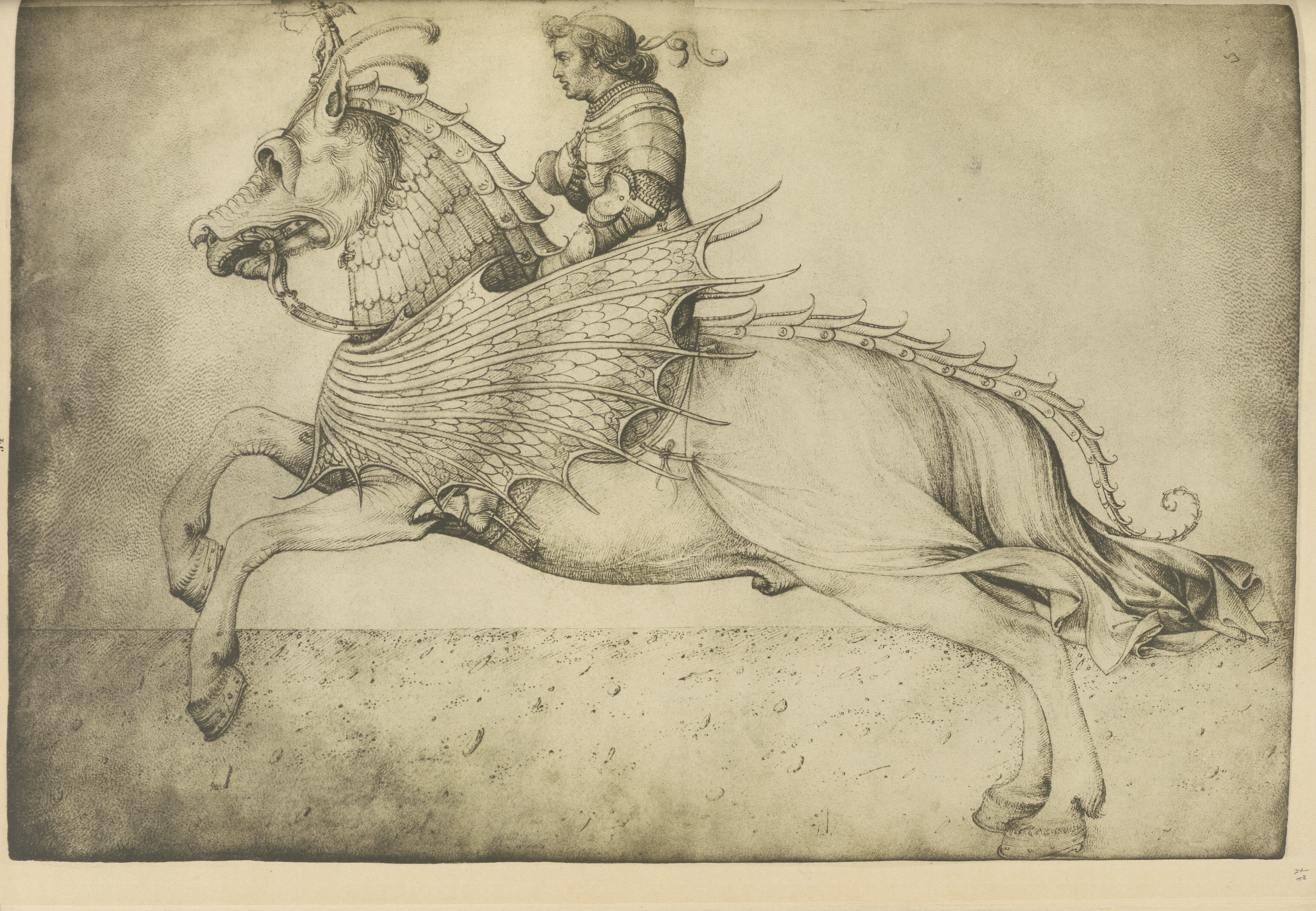
Всадник. Ок. 1450. Пергамент, перо, тушь. Национальная библиотека Польши, Варшава
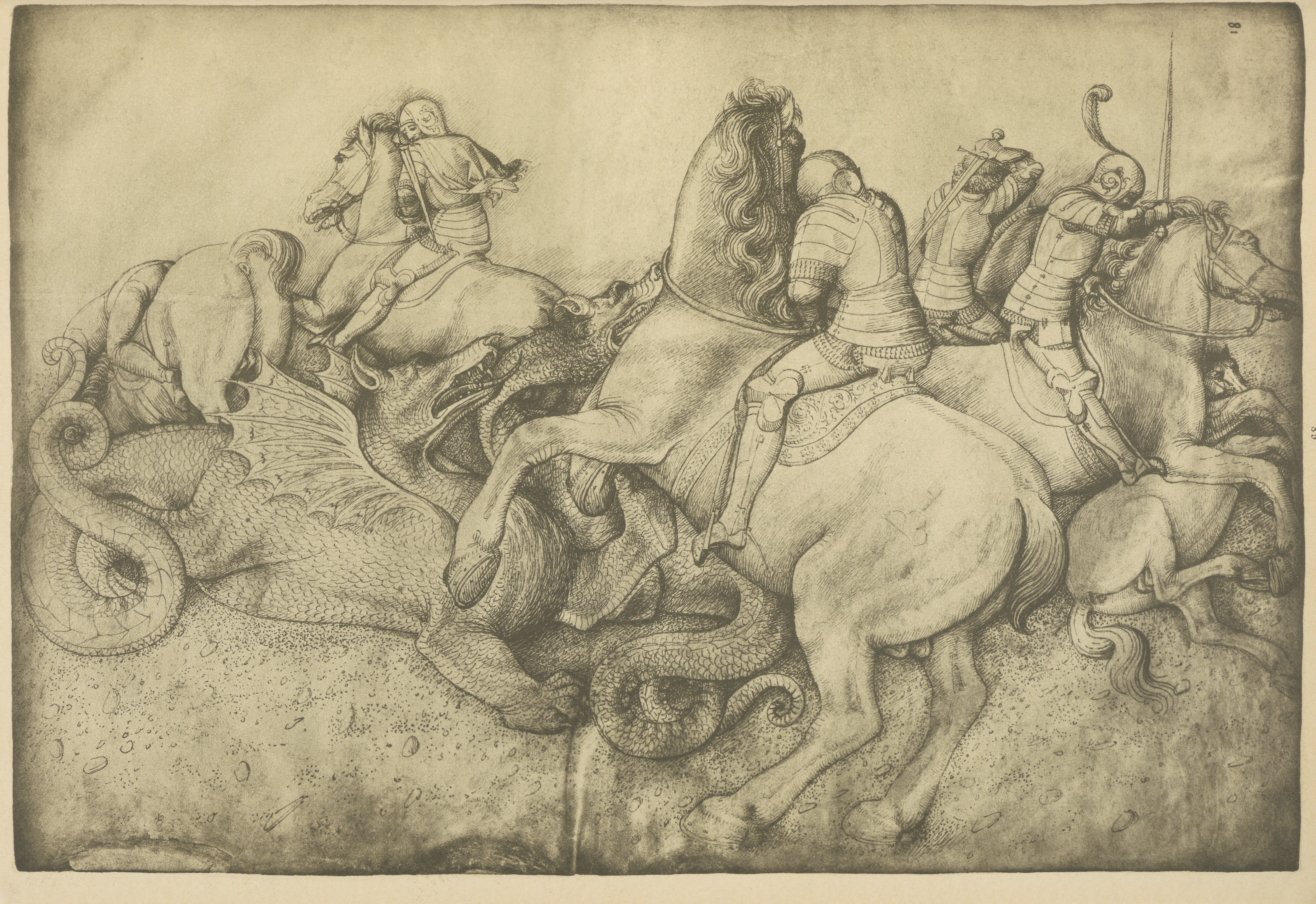
Всадники. Ок. 1450. Пергамент, перо, тушь. Национальная библиотека Польши, Варшава
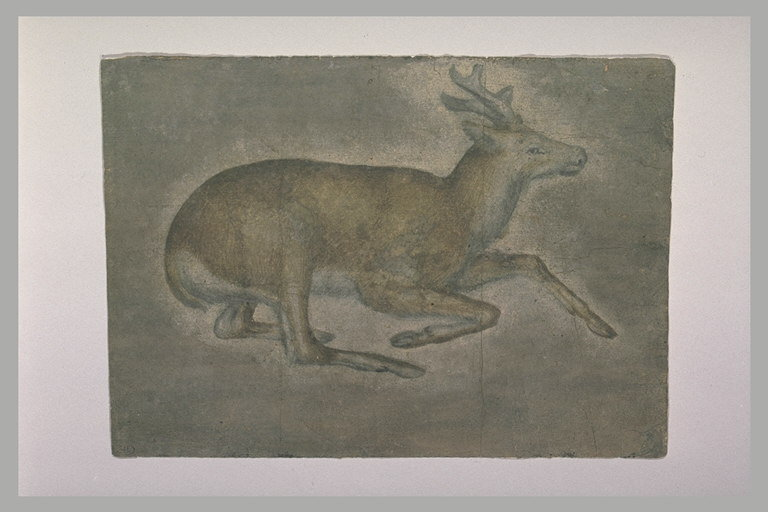
Рисунок оленя. Пергамент, гуашь, тушь. Между 1430 и 1450. Лувр, Париж
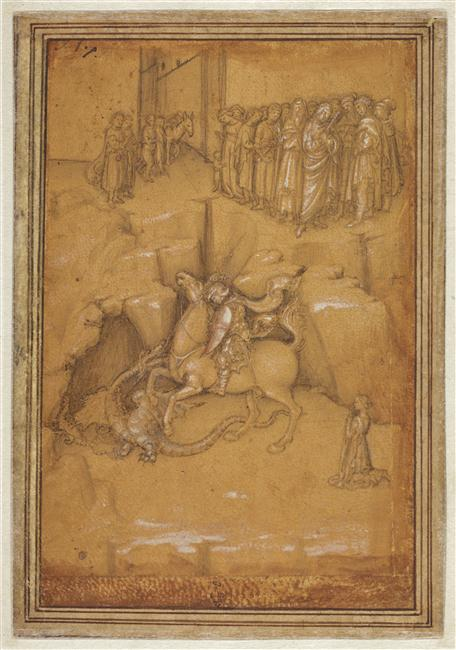
Святой Георгий побеждает дракона. Между 1440 и 1450. Бумага, карандаш, акварель, гуашь. Музей Конде, Шантийи
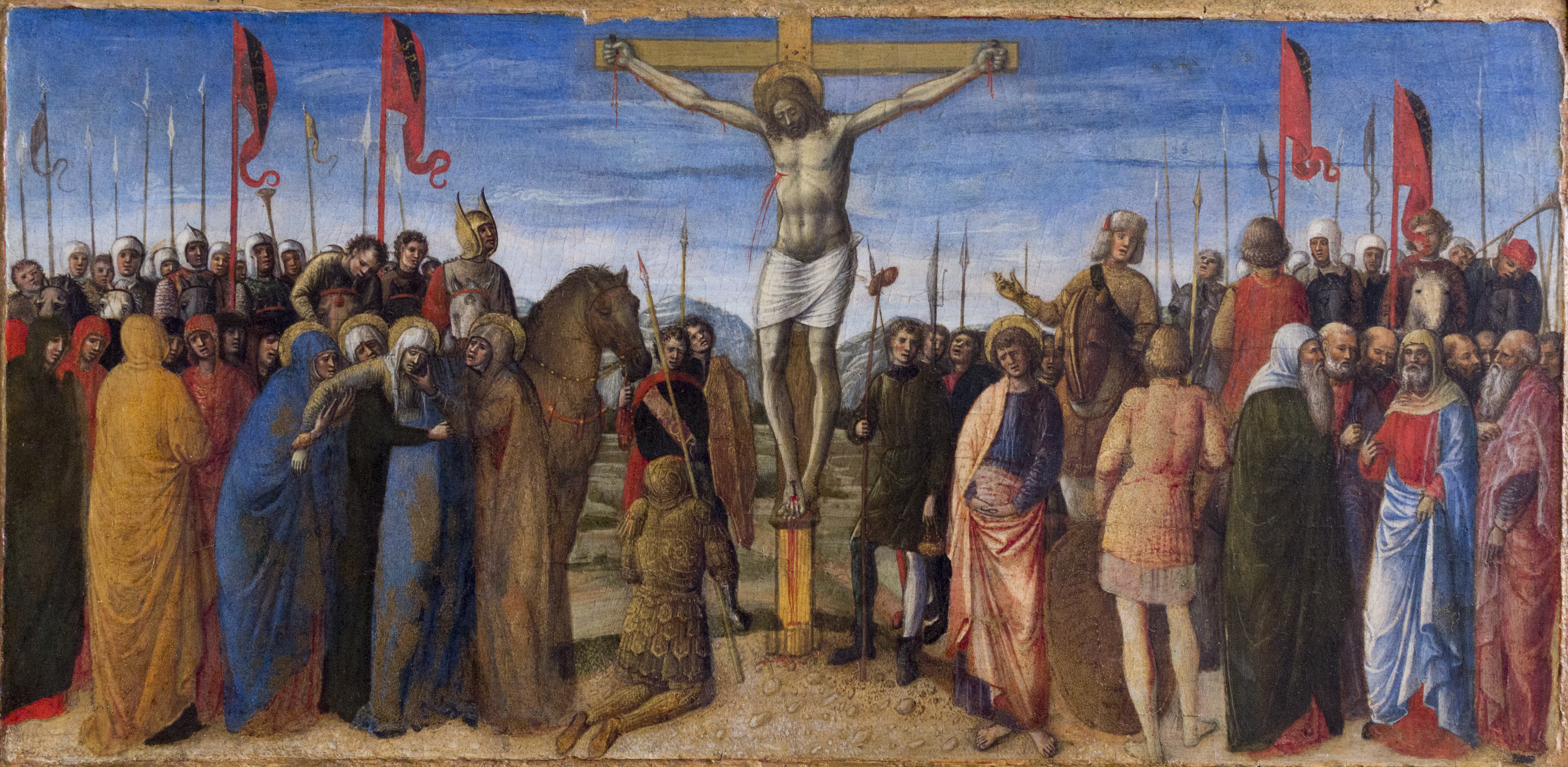
Распятие. 1450. Дерево, темпера. Музей Коррер, Венеция
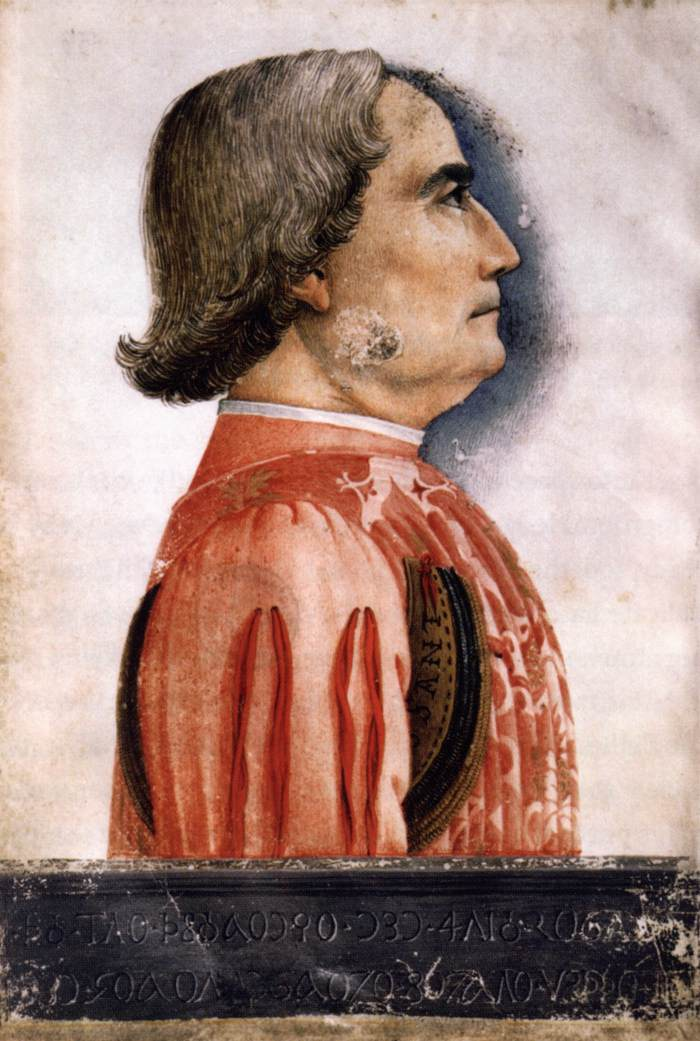
Портрет Якопо Антонио Марчелло. Иллюминация манускрипта Рене Анжуйского. Ок. 1453. Пергамент. Библиотека Арсенала, Париж
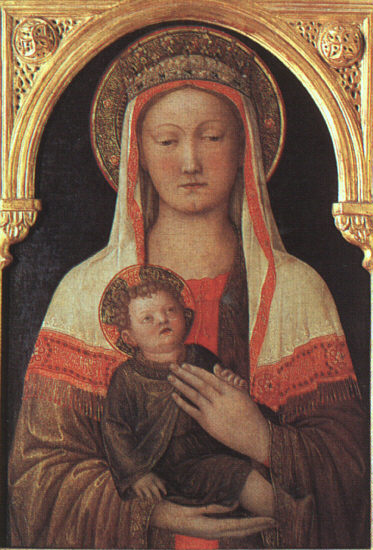
Мадонна с Младенцем. 1450. Дерево, темпера. Уффици, Флоренция
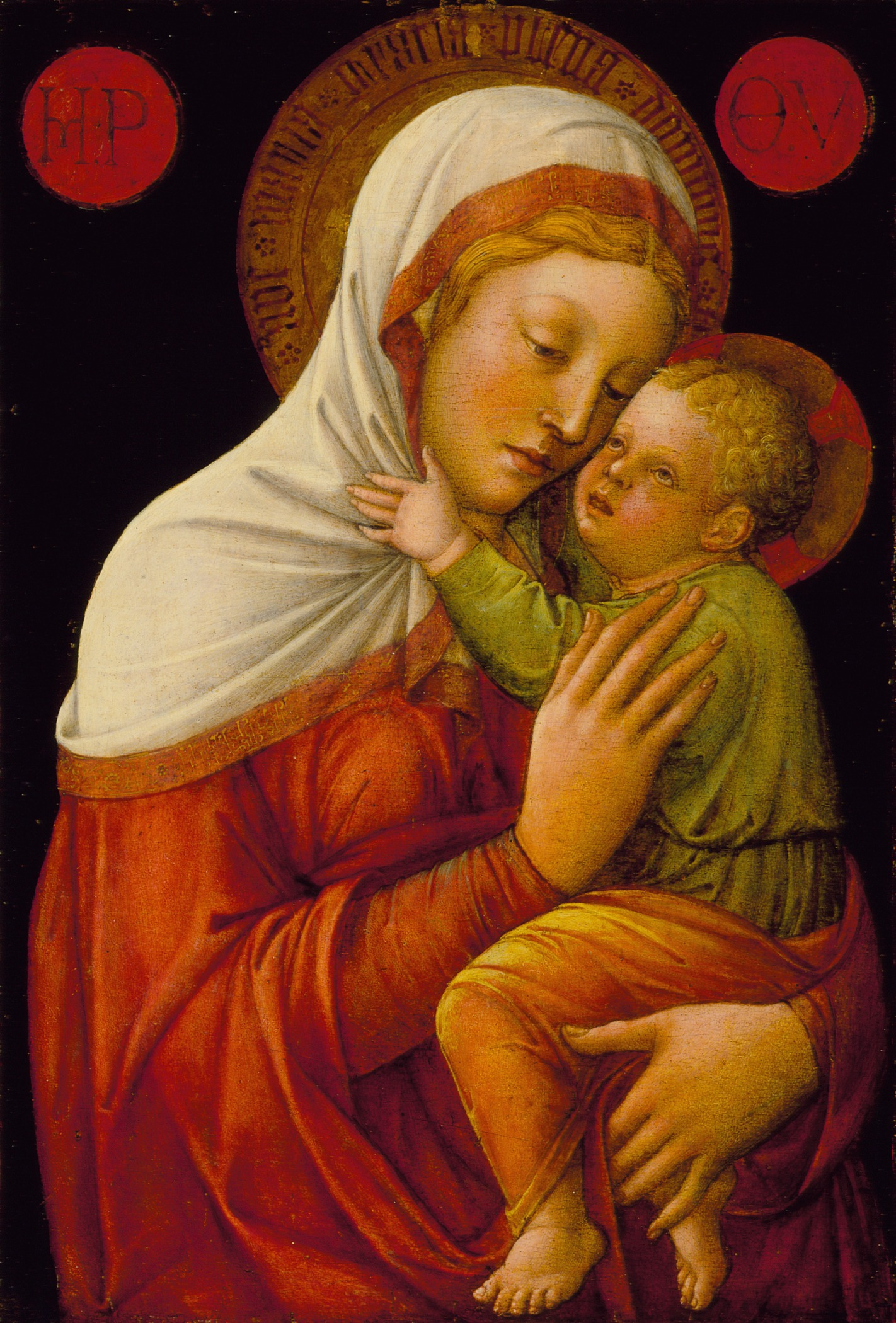
Мадонна с Младенцем. 1465. Дерево, темпера. Городской музей, Лос-Анджелес
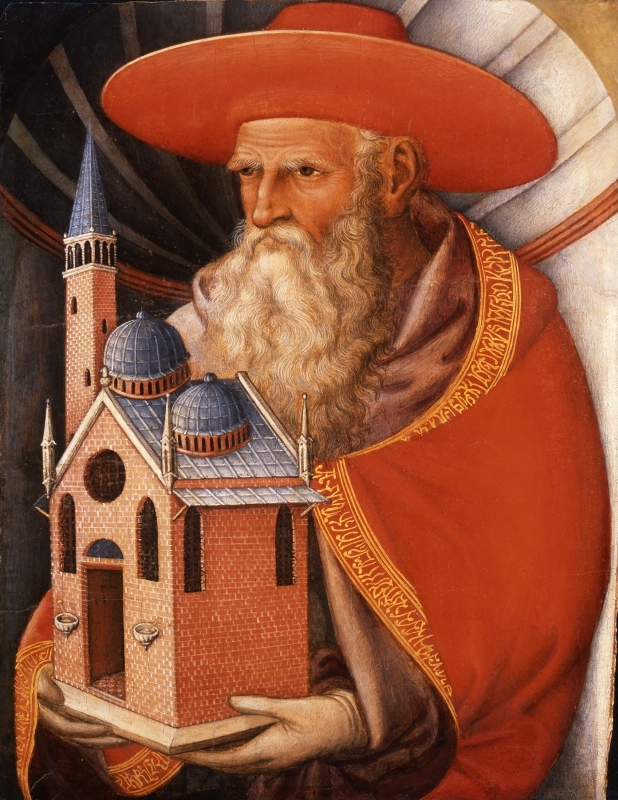
Святой Иероним. Между 1430 и 1435. Дерево, темпера. Берлинская картинная галерея